# Teatre de la Renaixença

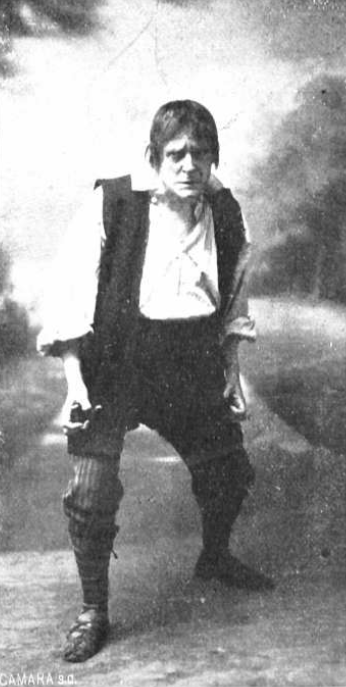
En Manelic, de Terra baixa

El teatre de la Renaixença són aquelles produccions teatrals que es van realitzar durant el període conegut com a Renaixença catalana.

## Context polític i social
La segona meitat del segle xix va ser marcada a Catalunya per la Renaixença, moviment polític, cultural i literari que s'inicià el 1833 amb la publicació de La Pàtria, de Bonaventura Carles Aribau. Vuit anys més tard, Joaquim Rubió i Ors escrigué el pròleg per a un recull dels seus propis poemes, text que serà considerat el manifest d'aquest corrent.
Els Jocs Florals foren fonamentals per a la consolidació de la Renaixença. La primera edició, celebrada el 1859, es convertí en punt de trobada dels principals escriptors en llengua catalana i en un aparador per donar-los a conèixer. Amb el temps, els Jocs serien una important plataforma de foment de la cultura catalana, tant a nivell institucional com popular.

## Teatre
El moment de plenitud de la Renaixença es va donar entre les dècades de 1870 i 1890, un llarg període durant el qual va conviure amb altres tendències, com el romanticisme, el realisme o el naturalisme. En aquesta època, els autors més importants del moviment —Jacint Verdaguer, Àngel Guimerà i Narcís Oller— van iniciar la seva producció artística. Cal tenir en compte que durant aquests anys publicar en català comportava moltes dificultats, però les edicions en aquesta llengua foren cada cop més nombroses; la premsa periòdica, a més, resulta cabdal com a eina de divulgació literària.
El teatre a la capital catalana a finals del segle xviii i inicis del XIX s'articulà al voltant de dos nuclis. Un fou el Teatre Principal de Barcelona —o Casa de les Comèdies—, on companyies professionals presentaven obres en llengua castellana, i l'altre, els grups d'aficionats, formats per persones procedents de totes les classes socials, que duen a terme una intensa activitat.
Una de les peces que més es representava al Teatre de Barcelona era el sainet. Substitut de l'antic entremès, era la forma dramàtica que reflectia la vida quotidiana de menestrals, artesans o petits terratinents i de les capes més marginals de la societat. Es tractava d'obres breus, de contingut costumista i polític, que presentaven una visió satírica de la realitat i generalment inclouen un triangle sentimental. Els dos màxims exponents del sainet en llengua catalana són Francesc Renart i Arús i Josep Robreño), tot i que la majoria dels seus textos són bilingües. Un altre autor important és Joaquim Dimas.